# Demir-Baba-Tekke

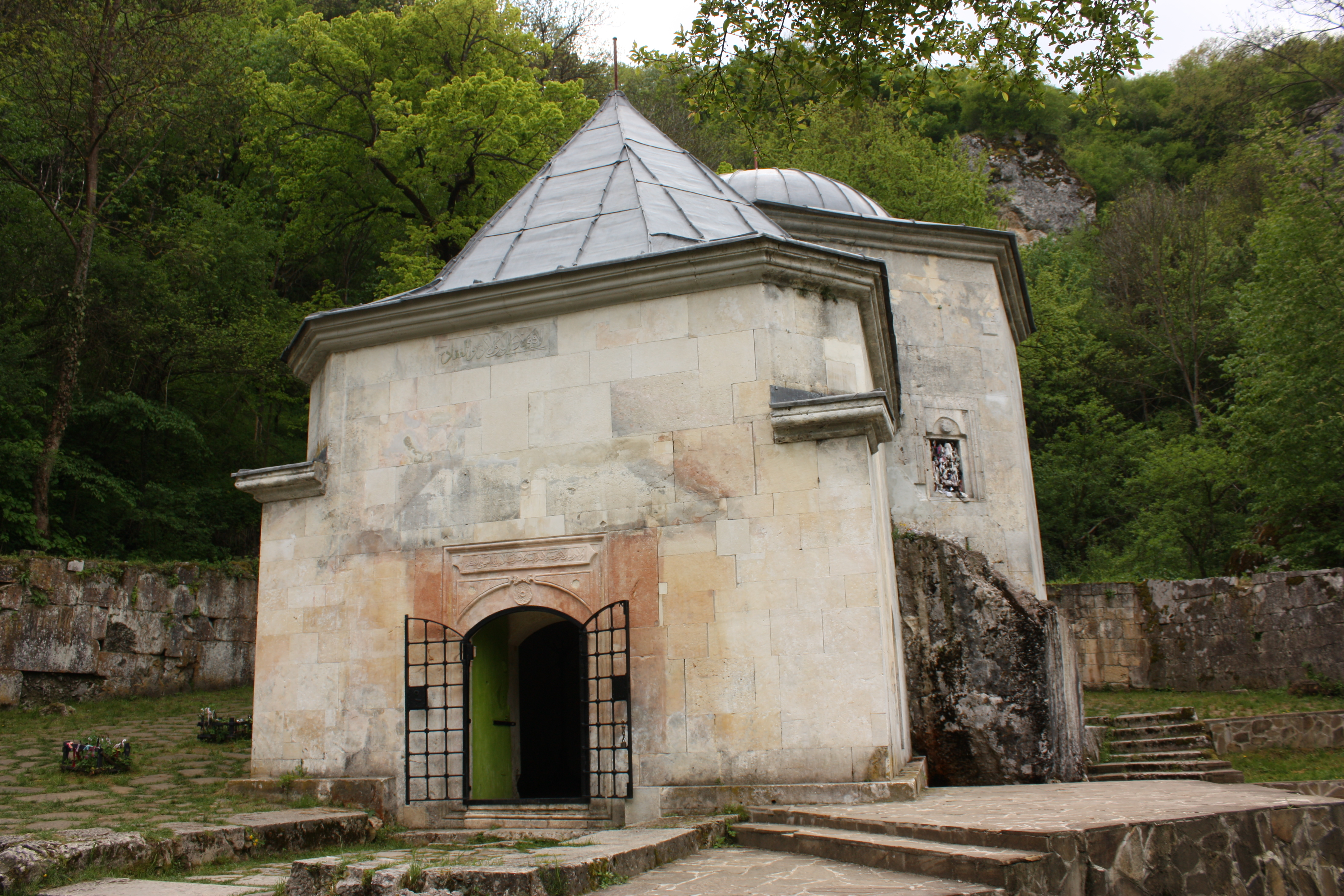
Frontalsicht auf die Demir-Baba-Tekke, bekannt als der heiligste Ort für Aleviten, in Bulgarien auch Alianen genannt.

Die Demir-Baba-Tekke (bulgarisch Демир баба теке, türkisch Demir Baba Tekkesi) ist ein Mausoleum (türbe) aus dem 16. Jahrhundert nahe dem Dorf Sweschtari, im Bezirk Isperich in der Provinz Rasgrad im nordöstlichen Bulgarien. Als Teil der historischen und archäologischen Stätte Sborjanowo ist die Demir-Baba-Tekke eines der 100 touristischen Objekte Bulgariens.

## Geschichte
Das Mausoleum ist wahrscheinlich die letzte Ruhestätte von Demir Baba, einem Bektaschi-Heiligen aus dem 16. Jahrhundert. Das Grab selbst ist ein heptagonales Gebäude aus örtlichem Sandstein. Es hat eine niedrigere rechteckige Vorkammer und unterliegt einer halbkugelförmigen Kuppel, die 11 Meter hoch ist. Das Grab liegt in der Mitte der inneren heptagonalen Prämisse. Aus Ziegeln und Holz gebaut, ist der Sarkophag 3,74 Meter lang und ist mit dem Kopf nach Südwesten ausgerichtet. Der Sarkophag ist in der Regel vollständig von Geschenken bedeckt und wird nur selten alevitischen Pilgern gezeigt.
Das Mausoleum wurde im 16. Jahrhundert auf einem vermutlich thrakischen Heiligtum aus dem 4. Jahrhundert vor Christus erbaut. Ein Kult-Komplex (tekke) entstand nach und nach um die Türbe. Zu diesem gehörte eine heilige Quelle, eine Moschee, die von Reisenden im 18. und 19. Jahrhundert erwähnt, dann aber zerstört wurde, und eine hölzerne öffentliche Küche (imaret), die 1976 aufgrund des verschlechterten Zustandes niedergerissen wurde. Überdauert haben das Mausoleum, die heilige Quelle, ein Wohnhaus und ein niedriger Steinzaun rund um den Komplex.
Die Demir-Baba-Tekke wurde in den 1970er Jahren durch die Regierung der damaligen Sozialistischen Volksrepublik Bulgarien zum „Kulturdenkmal lokaler Bedeutung“ erklärt. Das Mausoleum wurde erst in den Jahren 1991 bis 1994 renoviert: Der verfallende Fußboden wurde durch einen neuen ersetzt, und die inneren dekorativen Elemente (einschließlich Wandbildern aus dem 19. Jahrhundert) wurden rekonstruiert.

## Galerie

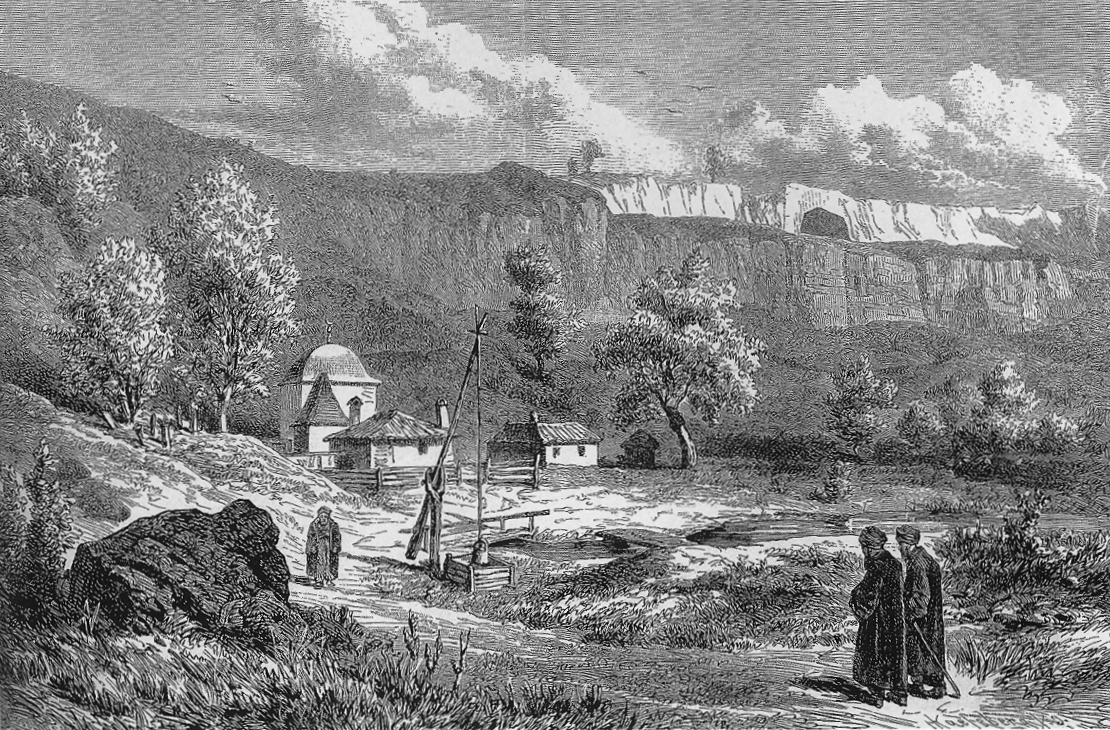
Demir-Baba-Tekke betrachtet vom österreichischen Reisenden Felix Philipp Kanitz im 19. Jahrhundert
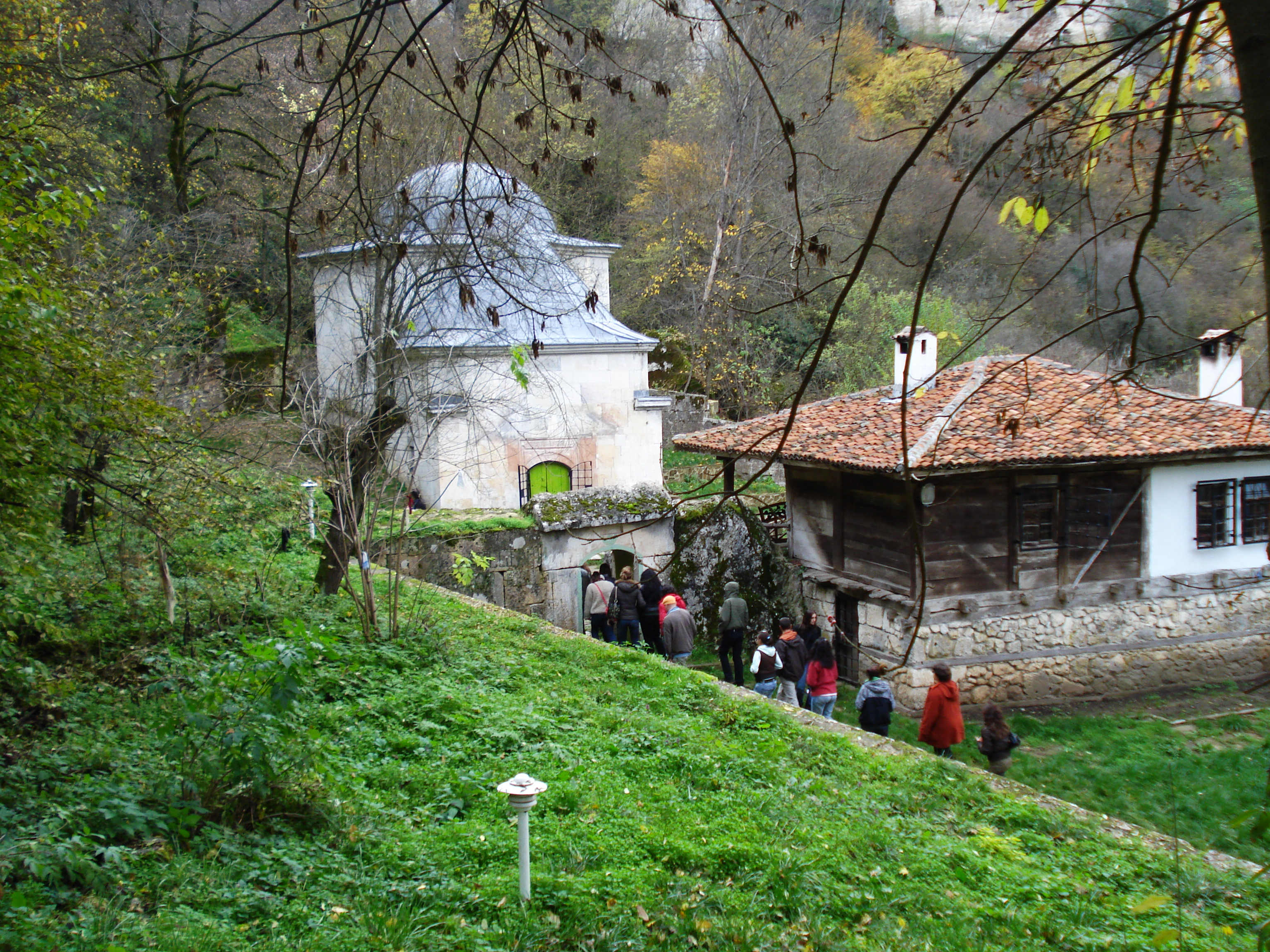
Blick Richtung Eingang des Mausoleums
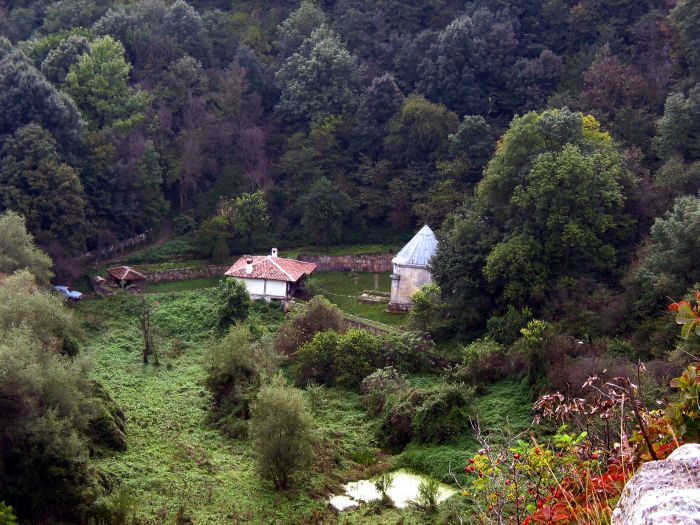
Fernblick in Richtung des Komplexes